# Округ Нокс (Мејн)
Округ Нокс (енгл. Knox County) је округ у америчкој савезној држави Мејн.

## Демографија
По попису из 2010. године број становника је 39.736, што је 118 (0,3%) становника више него 2000. године.
| Група             | 2000.          | 2010.          |
| Белци             | 38.777 (97,9%) | 38.337 (96,5%) |
| Афроамериканци    | 94 (0,2%)      | 197 (0,5%)     |
| Азијати           | 141 (0,4%)     | 184 (0,5%)     |
| Хиспаноамериканци | 225 (0,6%)     | 337 (0,8%)     |
| Укупно            | 39.618         | 39.736         |